# NGC 909
NGC 909 (други обозначения – UGC 1872, MCG 7-6-13, ZWG 539.16, NPM1G +41.0066, PGC 9197) е елиптична галактика (E) в съзвездието Андромеда.
Обектът присъства в оригиналната редакция на „Нов общ каталог“.